# Chris Overton
Chris Overton é um ator e cineasta britânico. Foi indicado ao Oscar de melhor curta-metragem em live action na edição de 2018 pelo trabalho na obra The Silent Child.

## Filmografia
- 2018: A Glimpse - Alex
- 2015: Drifters - Maggot
- 2014: Pride - Reggie
- 2013: Prisoner's Wives - Blake Fenner
- 2013: WPC 56 - PC Eddie Coulson
- 2013: Dalston Heath - Finn
- 2012: DCI Banks - Tyler Judd
- 2012: Casualty - James Bowman
- 2011: Two Pints of Lager and a Packet of Crisps - Graham
- 2010: Hollyoaks - Liam
- 2010: Hollyoaks Later - Liam McAllister
- 2010: A Touch of Frost - Sean Berland
- 2004: Doctors - Alex Cummings / Nick Fenwright
- 2005: Oliver Twist - Noah Claypole
- 2005: The Mysti Show - Jack
- 2004: The Phantom of the Opera
- 2004: The Brief - Ryan Eltham
- 2003: The Big Read - Will Parry
- 2001: Harry Potter and the Sorcerer's Stone